# كريستين صالح
كريستين صالح (وُلِدَت في القاهرة) هِيَ شاعرة وكاتِبَة مَسرَحيَّة وصحفية فرنسية.

## حياتها
وُلِدَت كريستيين في القاهرة وتَرَعرَعَت في أسرة ناطِقة باللُّغتين الفرنسية والعربية، مما كانَ لَهُ أثَر عَميق في ثَقافَتِها. تَلَقَّت التَّعليم الابتدائي والثانوي في مدرسة داخلية فرنسية في مصر الكبرى. وعِندَ خُروجِها مِنها نَشَرت أوَّل عَمل تَحتَ عُنوان «الأرابيسك».
انتقلت من مصر إلى لبنان في عام 1956، بَدَأت مِهنَتَها كصَحَفيَّة تَتَعاون مع العَديد مِن الصُّحف اللُّبنانية الناطِقَة بالفَرَنسيَّة في المَوضوعات الإجتماعية والثقافية.
في الوقت نفسه، سَعَت لِلحُصول عَلى مِهنة الأديبة والعَمَل مِن خِلال مَجموعات مِن القَصائد والرِّوايات والحَكايات والمَسرحيات بين مصر ولبنان، وهما أول بلدين ترعرعت فيهما بالإضافة إلى فرنسا التي كان لها دَور في ثقافتها.

## الأعمال

### الشِّعر
- كانتاتا لعيد الميلاد، هارماتان، 1997 (ISBN 2-7384-6242-1)
- أغاني الخريف، هارماتان، 1996 (ISBN 2-7384-4192-0)
- الناي، والزوال، 1989 (ISBN 2-86366-161-2)
- قصائد من العالم القديم والجديد، مكتبة سان جيرمان ديس-برييس، 1988 (ISBN 2-243-03095-0)
- البحر الآخر، محل بيع الكتب، سان جرمان-ديس-برايس، 1975 (ISBN 2-243-00046-6)

### الحكايات
- أساطير عيد الميلاد وحكايات الأطفال، سانت جيرمان، 1988 (ISBN 2-243-03133-7)
- الحصان الوردي والحكايات الأخرى، 1997

### المسرحيات
- كونشرتو لاثنين من الأصوات، لو ميريديان، 1989 (ISBN 2-86366-157-4)

### الترجمة
- القديس أفرام السرياني، الذي يردد المهد، الترجمة الحرفية لمجد بهنان هيندو، النسخة الشعرية لكريستيين صالح، هارماتان، 1996 (ISBN 2-7384-4542-X)

### الروايات
- الترام الأخير، 2005 (ISBN 978-2-87601-207-3)